# ایستگاه متروی مولوی
ایستگاه مترو مولوی یکی از ایستگاه‌های خط ۷ مترو تهران است که در منطقه ۱۲ تهران و چهارراه مولوی قرار دارد.
این ایستگاه دوشنبه ۲ دی ۱۳۹۸ افتتاح شده و در نزدیکی بازار مولوی و بازار شوش جنب بیمارستان علی اکبری واقع شده‌ است.